# Eishockey-Weltmeisterschaft der Junioren 1986
Die Eishockey-Weltmeisterschaft der Junioren 1986 war die zehnte Austragung der Weltmeisterschaft in der Altersklasse der Unter-20-Jährigen (U20) durch die Internationale Eishockey-Föderation IIHF. Die Sowjetunion wurde zum siebten Mal Junioren-Weltmeister.
Die A-Weltmeisterschaft fand vom 26. Dezember 1985 bis zum 4. Januar 1986 in Hamilton und Toronto, Kanada statt. Die B-Weltmeisterschaft wurde vom 13. bis 22. März 1986 in wurde in Klagenfurt, Österreich ausgetragen. Die C-Gruppe vom wurde vom 21. bis 27. März 1986 in Gap, Frankreich ausgespielt. Insgesamt nahmen 22 Länder an den drei Turnieren teil.

## Weltmeisterschaft
Die Weltmeisterschaft wurde im kanadischen Hamilton und Toronto in der Provinz Ontario ausgetragen. Während das sowjetische Team zum siebten Mal den Titel gewann, musste die Auswahl der Bundesrepublik Deutschland in die B-Gruppe absteigen.

### Modus
Zugelassen waren Spieler unter 20 Jahren (U-20). Es nahmen acht Mannschaften teil, die in einer gemeinsamen Gruppe je einmal gegen jeden Gruppengegner antraten. Der Gruppensieger wurde Weltmeister. Der Letzte stieg in die B-Gruppe ab.

### Spiele und Abschlusstabelle
| Pl. |                  | Sowjetunion | Kanada | Vereinigte Staaten | Schweden | Tschechoslowakei | Finnland | Schweiz | Deutschland BR | Sp | S | U | N | Tore  | Punkte |
| --- | ---------------- | ----------- | ------ | ------------------ | -------- | ---------------- | -------- | ------- | -------------- | -- | - | - | - | ----- | ------ |
| 1.  | UdSSR            |             | 4:1    | 7:3                | 6:1      | 4:3              | 4:3      | 7:3     | 10:0           | 7  | 7 | 0 | 0 | 41:14 | 14: 0  |
| 2.  | Kanada           | 1:4         |        | 5:2                | 9:2      | 3:5              | 6:5      | 12:1    | 18:2           | 7  | 5 | 0 | 2 | 54:21 | 10: 4  |
| 3.  | USA              | 3:7         | 2:5    |                    | 5:1      | 5:2              | 5:7      | 11:3    | 4:1            | 7  | 4 | 0 | 3 | 35:26 | 08: 6  |
| 4.  | Schweden         | 1:6         | 2:9    | 1:5                |          | 3:2              | 2:0      | 7:1     | 10:0           | 7  | 4 | 0 | 3 | 26:23 | 08: 6  |
| 5.  | Tschechoslowakei | 3:4         | 5:3    | 2:5                | 2:3      |                  | 2:0      | 7:2     | 9:3            | 7  | 4 | 0 | 3 | 30:20 | 08: 6  |
| 6.  | Finnland         | 3:4         | 5:6    | 7:5                | 0:2      | 0:2              |          | 9:2     | 7:2            | 7  | 3 | 0 | 4 | 31:22 | 06: 8  |
| 7.  | Schweiz          | 3:7         | 1:12   | 3:11               | 1:7      | 2:7              | 2:9      |         | 7:1            | 7  | 1 | 0 | 6 | 19:54 | 02:12  |
| 8.  | BR Deutschland   | 0:10        | 2:18   | 1:4                | 0:10     | 3:9              | 2:7      | 1:7     |                | 7  | 0 | 0 | 7 | 09:65 | 00:14  |

### Beste Scorer
Abkürzungen: Sp = Spiele, T = Tore, V = Assists, Pkt = Punkte, SM = Strafminuten; Fett: Turnierbestwert
| Spieler         | Mannschaft       | Sp | T | V  | Pkt | SM |
| --------------- | ---------------- | -- | - | -- | --- | -- |
| Shayne Corson   | Kanada           | 7  | 7 | 7  | 14  | 6  |
| Joe Murphy      | Kanada           | 7  | 4 | 10 | 14  | 2  |
| Waleri Kamenski | UdSSR            | 7  | 7 | 6  | 13  | 6  |
| Jim Sandlak     | Kanada           | 7  | 5 | 7  | 12  | 16 |
| Radek Ťoupal    | Tschechoslowakei | 7  | 5 | 7  | 12  |    |
| Joe Nieuwendyk  | Kanada           | 7  | 5 | 7  | 12  | 6  |
| Steve Leach     | USA              | 7  | 6 | 5  | 11  | 4  |
| Jiří Kučera     | Tschechoslowakei | 7  | 5 | 5  | 10  |    |
| Michal Pivoňka  | Tschechoslowakei | 7  | 5 | 5  | 10  | 10 |
| Igor Wjasmikin  | UdSSR            | 7  | 5 | 5  | 10  | 6  |

### Titel, Auf- und Abstieg
| Weltmeister UdSSR | Jewgeni Beloscheikin, Oleg Bratasch, Rawil Chaidarow, Jewgeni Dawydow, Anatoli Fedotow, Sergei Gapejenko, Aljaksandr Haltschenjuk, Waleri Kamenski, Andrej Kawaljou, Wladimir Konstantinow, Igor Krawtschuk, Igor Monajenkow, Igor Nikitin, Juri Nikonow, Sergei Ossipow, Sergei Seljanin, Alexander Semak, Michail Tatarinow, Pawel Torgajew, Igor Wjasmikin Trainerstab: Wladimir Wassiljew, Walentin Gurejew |

| Silber Kanada | Craig Billington, Sean Burke, Terry Carkner, Al Conroy, Shayne Corson, Alain Côté, Sylvain Côté, Peter Douris, Jeff Greenlaw, Derek Laxdal, Scott Mellanby, Dave Moylan, Joe Murphy, Joe Nieuwendyk, Selmar Odelein, Gary Roberts, Luc Robitaille, Jim Sandlak, Mike Stapleton, Emanuel Viveiros Trainer: Terry Simpson |

| Bronze USA | Chris Biotti, Greg Brown, Jimmy Carson, Tom Chorske, Greg Dornbach, Craig Janney, Mike Kelfer, Steve Leach, Brian Leetch, Lane MacDonald, Max Middendorf, Scott Paluch, Alan Perry, David Quinn, Paul Ranheim, Mike Richter, Dan Shea, Eric Weinrich, Mike Wolak, Scott Young Trainer: Dave Peterson |

| Absteiger:  | BR Deutschland |
| Aufsteiger: | Polen          |

### Auszeichnungen
Spielertrophäen
| Auszeichnung       | Spieler              | Team   |
| ------------------ | -------------------- | ------ |
| Bester Torhüter    | Jewgeni Beloscheikin | UdSSR  |
| Bester Verteidiger | Michail Tatarinow    | UdSSR  |
| Bester Stürmer     | Jim Sandlak          | Kanada |

All-Star-Team
| Angriff:      | Shayne Corson − Michal Pivoňka − Igor Wjasmikin |
| Verteidigung: | Michail Tatarinow − Sylvain Côté                |
| Tor:          | Jewgeni Beloscheikin                            |

## B-Weltmeisterschaft
in Klagenfurt, Österreich

### Spiele und Abschlusstabelle
| Team           | POL  | NOR  | AUT  | ROM | JPN  | NED  | ITA  | BUL  | Tore  | Punkte |
| -------------- | ---- | ---- | ---- | --- | ---- | ---- | ---- | ---- | ----- | ------ |
| 1. Polen       |      | 4:3  | 12:1 | 4:2 | 3:0  | 8:9  | 9:2  | 6:0  | 46:17 | 12: 2  |
| 2. Norwegen    | 3:4  |      | 10:6 | 4:4 | 8:0  | 12:0 | 4:3  | 13:1 | 54:18 | 11: 3  |
| 3. Österreich  | 1:12 | 6:10 |      | 4:3 | 6:5  | 8:0  | 9:3  | 8:2  | 42:35 | 10: 4  |
| 4. Rumänien    | 2:4  | 4:4  | 3:4  |     | 7:5  | 6:5  | 4:4  | 6:2  | 32:28 | 08: 6  |
| 5. Japan       | 0:3  | 0:8  | 5:6  | 5:7 |      | 6:5  | 7:2  | 12:0 | 35:31 | 06: 8  |
| 6. Niederlande | 9:8  | 0:12 | 0:8  | 5:6 | 5:6  |      | 4:2  | 7:1  | 30:43 | 06: 8  |
| 7. Italien     | 2:9  | 3:4  | 3:9  | 4:4 | 2:7  | 2:4  |      | 10:3 | 26:40 | 03:11  |
| 8. Bulgarien   | 0:6  | 1:13 | 2:8  | 2:6 | 0:12 | 1:7  | 3:10 |      | 9:62  | 00:14  |

### Auf- und Absteiger
| Aufsteiger in die A-Gruppe:  | Polen          |
| Absteiger aus der A-Gruppe:  | BR Deutschland |
| Absteiger in die C-Gruppe:   | Bulgarien      |
| Aufsteiger aus der C-Gruppe: | Frankreich     |

## C-Weltmeisterschaft
in Gap, Frankreich

### Spiele und Abschlusstabelle
| Team                   | FRA  | DEN  | GBR  | CHN  | HUN  | BEL  | Tore  | Punkte |
| ---------------------- | ---- | ---- | ---- | ---- | ---- | ---- | ----- | ------ |
| 1. Frankreich          |      | 4:4  | 14:2 | 11:4 | 10:2 | 13:1 | 51:13 | 9: 1   |
| 2. Dänemark            | 4:4  |      | 10:4 | 4:2  | 7:2  | 4:4  | 28:16 | 8: 2   |
| 3. Großbritannien      | 2:14 | 4:10 |      | 6:4  | 4:2  | 4:2  | 20:31 | 6: 4   |
| 4. Volksrepublik China | 4:11 | 2:4  | 4:6  |      | 6:4  | 7:2  | 23:27 | 4: 6   |
| 5. Ungarn              | 2:10 | 2:7  | 2:4  | 4:6  |      | 6:5  | 16:31 | 2: 8   |
| 6. Belgien             | 1:13 | 4:4  | 2:4  | 2:7  | 5:6  |      | 14:34 | 1: 9   |

### Auf- und Absteiger
| Aufsteiger in die B-Gruppe: | Frankreich |
| Absteiger aus der B-Gruppe: | Bulgarien  |